# 本丟·彼拉多
龐提烏斯·皮拉圖斯（拉丁語：Pontius Pilatus；？—約39年），新教譯名稱為本丢·彼拉多，天主教譯为般雀·比拉多，是羅馬帝國猶太行省的第五任羅馬長官，於公元26年至36年間在任。他最出名的事蹟是判处耶稣钉十字架。他是羅馬皇帝在猶太地區的最高代表。
关于彼拉多的资料，来自四福音书、斐洛、約瑟夫斯和塔西佗的少许记录。碑文「彼拉多之石」更确定了他曾經擔任猶太行省羅馬總督的職務。根据这些资料，彼拉多可能是平托家族骑士团中的一员，并在公元26年接續了第四任總督瓦勒里烏斯·格剌圖斯的治理。他一上任，就冒犯治下百姓的宗教传统，受到了斐洛与弗拉維奧·約瑟夫斯的斥责。根据約瑟夫斯所說，在残酷镇压撒玛利亚暴動之后，叙利亚行省總督卢西亚斯·维特留斯将他解職，他被召回罗马，時間正好在年事已高的羅馬皇帝提庇留死后回去，卡利古拉繼位，即公元37年3月16日。
彼拉多的继任者是马耳刻盧斯，但他只在職一年並且在任期間經歷了司提反的石刑殉道（猶太公會沒有羅馬總督的批准不敢執行耶穌的死刑判決，但這次猶太公會繞過了馬耳刻盧斯，用石刑匆匆處決了他），隨後皇帝卡利古拉任命馬魯勒斯继任總督。
在所有四卷福音书中，彼拉多回避处死耶稣的责任。在《马太福音》中，彼拉多洗手以示不負处死耶稣的责任，且不情愿地送他上刑架。在《马可福音》中，描述耶稣并未对罗馬帝国策反，彼拉多是不情愿地行刑。在《路加福音》中，不单单是彼拉多否认耶稣对帝国策反，而且加利利的分封王希律·安提帕斯，均找不出耶稣有什么不对的地方。在《约翰福音》中，彼拉多说：「我没发现他有什么罪过」，并且向犹太人詢问是否可以把他釋放。
学者常常争辩當如何解释關於彼拉多的描述。而在1961年发现的、刻有彼拉多的彼拉多之石，也為学者们所争议。

## 历史中的彼拉多

### 生平

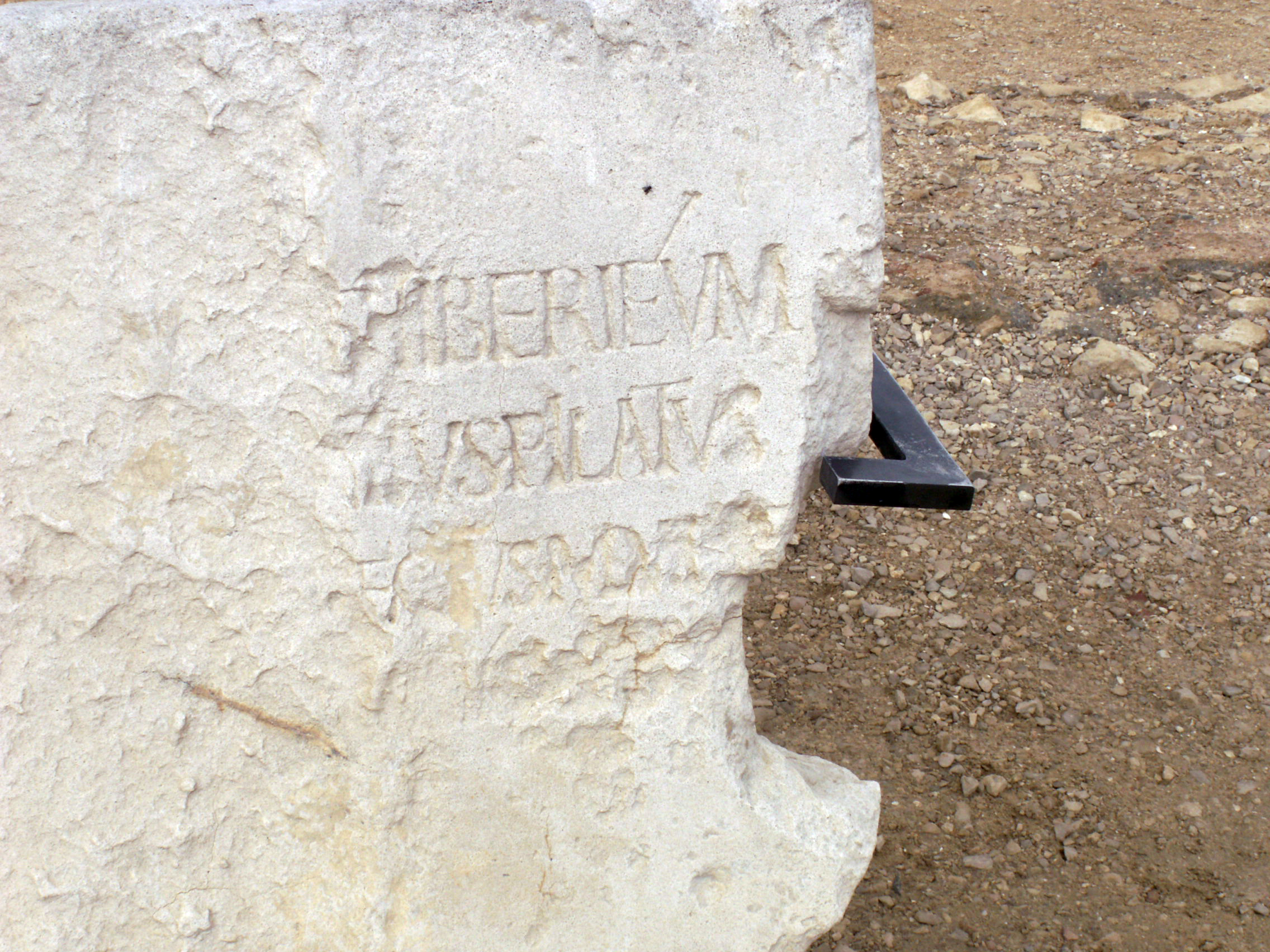
彼拉多之石

对于彼拉多的出生与早年事例，历史所載甚少。古老传说中，彼拉多的出生地是今日義大利中部的阿布鲁佐地區、當時稱為萨姆尼地区的比森蒂小村庄。有一个罗马小屋被称为是“比森蒂的彼拉多之屋”。有的苏格拉传说則称彼拉多诞生于福廷格尔，佩思郡高地的一个小村里。也有人認為西班牙的塔拉戈纳和德国的福希海姆是彼拉多的出生地，但由于他是罗马公民，所以最可能出生于意大利中部。
尤西比厄斯根据早期的伪经，表示彼拉多在羅馬暴君卡利古拉统治时期（公元37-41）生活不如意，被流放至高卢，最后在维也纳自杀。10世纪的历史学家耶拉波利斯的阿加皮亚斯在他的《综合历史》中，表示彼拉多在公元37/38年，即卡利古拉统治的第一年自杀。其它的传说，則指出他死在瑞士的彼拉多山。
第一份有关彼拉多的物理证据发掘于1961年，即在罗马猶太省会——滨海凯撒利亚的圆形露天剧场遗址里，則发现了一块石灰石，作为效忠提庇留的印记，石头上刻有[...]ECTVS IUDA[...]，通常被認為是「猶大总督」（praefectus Iudaeae）。早期猶大省的执政官都是持「羅馬總督」头衔。后来於公元44年起，库斯皮乌·法度斯繼任以後，则改为「督察使」头衔。碑文被安东尼奥弗拉瓦所领导的小组发现，年代记录为公元26-37年。碑文目前被安置於以色列博物馆，副本被存置於凯撒利亚。

### 官衔与职能

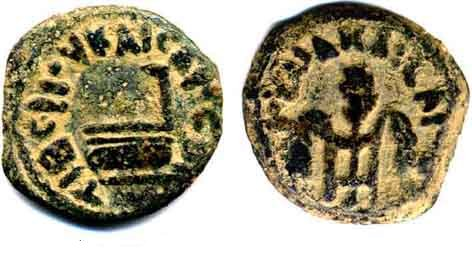
彼拉多铸造的普鲁特铜币

彼拉多的官衔，从传统意义上来讲应该是「長官」，因为塔西佗曾如此称呼他。然而1961年在滨海凯撒利亚剧场遗址所发现的、被命名為「彼拉多之石」的石灰石碑文——致提庇留·凯撒·奥古斯都——上称呼彼拉多为“犹大利亚总督”。
猶大地的执政官衔在《新约》时期有许多变化。公元6年撒玛利亚、猶大和以东地區第一次被罗马帝国兼并为猶大省 公元8年，犹太人叛乱时，该地区由骑士团（相对低级的执政官）来统治。他们持有罗马总督的官衔，直至希律·阿格里帕一世受羅馬皇帝克劳狄一世于公元41年封為犹太国王为止。希律·阿格里帕去世的公元44年，以东改由罗马帝國直接統轄，提督改稱为“督察使”。督察使除了無法直接掌管财政之外，其餘与總督的等级及功能没有区别。相同年代的考古結果以及文献，再者根據凯撒利亚的石碑文，公元6年到41年之間以「總督」來稱呼當地的最高長官是正确的。
总督或督察使的主要權責與军事有關，当然他们在當地為皇帝征税，并拥有一些审判权。其他的世俗管理則交付地方政府：地方议会或是民族自治，比如猶大和耶路撒冷，即交由犹太公会以及他们的议长－大祭司。但是，任命大祭司的权柄至公元41年为止，均在罗马的叙利亚行省總督或是彼拉多时期的猶大总督手中。例如，大祭司该亚法被瓦利亚斯·格拉托斯任命为希律圣殿的大祭司，后被叙利亚行省總督卢西亚斯·维特留斯(即後來的羅馬皇帝维特里乌斯的父親)解职。一般来说，彼拉多驻守在凯撒利亚，但是常在省内巡回，特别是去耶路撒冷，这是他的职务，在耶路撒冷時他的官邸是希律王宮殿 (儘管苦路的起點為安東尼亞堡壘，即耶穌時代的一支附屬羅馬第十海峽軍團的軍隊駐守於此，但事實上安東尼亞堡壘只是軍隊駐地並不是總督的官邸，總督在耶路撒冷住的是大希律王生前的「希律宮殿」，因此耶穌所有的審判和鞭刑是在希律宮殿發生的。)，因此耶穌在猶太公會之後是被帶到這裡。在逾越节，一个既是犹太国家的也是宗教的节日，作为总督，彼拉多都会负责耶路撒冷的秩序。一般他不会出现在朝圣的人群中，因为以一個受到罗马统治者直接徵稅的省份，犹太人對於總督的存在是很敏感的。
像彼拉多这样的骑士团员可以指挥一小队部队（第十海峽軍團），所以在军事上，他必须听从他的上级－叙利亚行省總督；后者可以视情况需要，下到巴勒斯坦。作为以东的执政官，彼拉多有一小撮从当地收编的应急部队驻扎在凯撒利亚和耶路撒冷，如安东尼亚堡垒，以及任何需要军事控制的地方。他麾下的羅馬士兵总数约3000人。

## 犹太文学中的彼拉多
在史学家斐洛记载的文献《犹大利亚的罗马执政官》中，彼拉多是一个非常剛毅的人，不屈于罗马帝国统治者的指派。然而，裴洛强调说：“他性情急躁，常常不经审理就处死肇事者。”其他的形容，則稱彼拉多唯利是图，有暴力政治倾向，曾经窃取经费和无間斷地处死反抗者。
除了裴洛以外，著名犹太史学家約瑟夫斯对彼拉多的描述是：彼拉多对犹太文化完全不了解，常常以武力用事，不尊重犹太人的传统，几乎造成了犹太人大规模的叛乱。这樣的事例在彼拉多执政期层出不穷。他表示彼拉多的前任尊重犹太人传统，例如：在进入耶路撒冷时，将所有偶像去除，而彼拉多却允许士兵在夜间把時任羅馬皇帝提庇留的像带入城中。当耶路撒冷居民在次日发现时，他们要求彼拉多把凯撒像移往城外。在故意这样做了5天后，彼拉多最後命令兵丁用武力威胁犹太人，后者宁死不犯摩西律法。再僵持五天之后，彼拉多才移走凯撒塑像。
彼拉多在日后持續做出了类似的事，例如：在耶路撒冷，他放置了包金盾牌以讨好提庇留。虽然这次盾牌没有什么形象，但是仍然遭到大众反对。犹太人最初向彼拉多抗议，当他拒绝移除后，写信给提庇留。彼拉多称：提庇留“写给彼拉多的信中充满了斥责，以及对前任的不尊重，并要求他立即将盾牌拆卸、送回凯撒利亚首府。”
約瑟夫斯記載了另一件事例，彼拉多把修護圣殿的款项，转用于修建引水渠。当犹太人再次抗议时，彼拉多让士兵藏在犹太人中。在彼拉多的示意下，士兵乱砍了许多犹太人，封了他们的嘴。
他写道：比拉多害怕犹太人向提庇留派出代表抗议包金盾牌，这样“他们要是真的派出代表的话，他们就可以将他作为执政官的行为曝光，如受贿、侮辱、抢夺、荒诞奢华、草率處決，无休止地处死反抗者等。”
約瑟夫斯记录彼拉多作为犹大利亚总督的最后时期。一大群撒玛利亚人被匿名的人说服，去基利心山看摩西所埋的圣物。但在人们必经的泰拉塔纳村庄，彼拉多“埋伏了骑兵和重型武装的步兵。当他们遇到村里来的第一个人，就投石挑衅，导致争斗。许多人被逮捕，下到监狱裏。彼拉多将其中的领袖与具有影响力的人处死。”撒玛利亚人向罗马驻叙利亚行省總督卢西亚斯·维特留斯（执政官）申诉，后者要求彼拉多去罗马向皇帝提庇留解释这起事端。但当彼拉多抵達罗马，提庇留已经去世了。

## 基督教福音书中的彼拉多

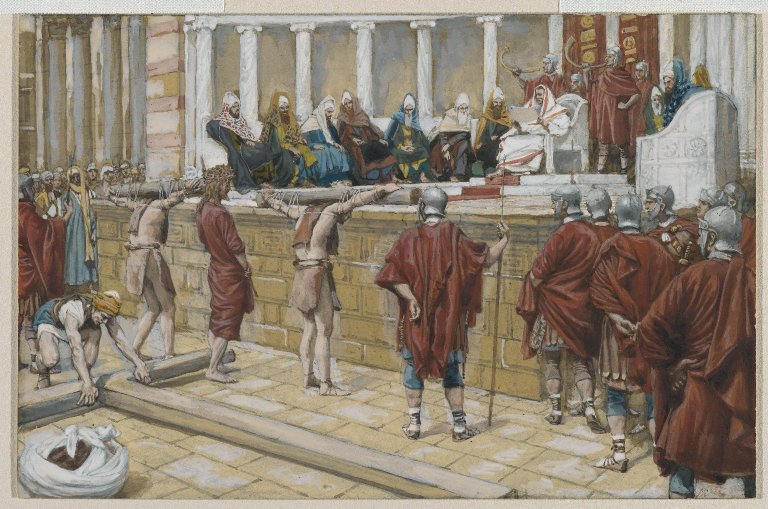
詹姆斯·蒂索《鋪華石處的審判》，1886年至1894年間

根據新約聖經所述，彼拉多是個優柔寡斷的羅馬地方首長，曾多度審問耶穌，原本不認為耶穌犯了什麼罪，卻在仇視耶穌的撒都該人首領的壓力下，為免引起暴動，遂決定釋放強盜巴拉巴，反而判處無罪的耶穌死刑，將耶穌釘死在十字架上，隨後以洗手表明自己在耶穌被釘的這件事上是無關涉的。羅馬歷史學家塔西佗在其著作《編年史》（Annales XV 44）論及羅馬皇帝尼祿迫害教會事件中，寫道彼拉多總督使基督受死刑。但根據猶太史學家約瑟夫所著的《猶太古事記》十八卷三十三章，記載寫道“這人就是基督，但羅馬總督在我們的上層人物的慫恿下，判釘他十字架。”此處所說的就是彼拉多。

## 藝術描寫
关于基督受難戏剧与影片中常常包括了彼拉多的角色，因为他是耶穌之死的核心人物之一。编剧者认为有理由将彼拉多置于核心角色的地位，以补充他人生未知的部分，包含：
- 软弱而苦恼的官僚
- 铁腕冷酷的地方官
- 能看出耶稣的经历会改变人类历史的人
- 后悔处死耶稣的人（根据编剧的内容而或多或少）
- 深知加利利被告的重要性的审判长
- 疲倦的地方官（他并不在乎耶稣是誰，只想尽快将案件脱手）

### 引用
1. ↑  Demandt 1999，第162頁.
2. ↑  Grüll 2010，第168頁.
3. ↑  Hourihane 2009，第415頁.
4. 1 2  Harris, Stephen L., Understanding the Bible. Palo Alto: Mayfield. 1985.
5. ↑  "John 18:38-39 ESV – My Kingdom is Not of This World". Bible Gateway. Retrieved 9 June 2012.
6. ↑  Jerry Vardaman, A New Inscription Which Mentions Pilate as 'Prefect' , Journal of Biblical Literature Vol. 81, 1962. pp 70–71.
7. ↑  Craig A. Evans, Jesus and the ossuaries, Volume 44, Baylor University Press, 2003. pp 45–47
8. 1 2  Eusebius, Historia Ecclesiae ii: 7
9. ↑  Marcello De Antoniis. "Cenni Storici" (in (Italian)). Bisenti.eu. Retrieved 21 March 2012.
10. ↑  .   [2013-05-14]. （原始内容存档于2009-04-13）.
11. ↑  .   [2013-05-14]. （原始内容存档于2013-04-30）.
12. ↑  .   [2013-05-14]. （原始内容存档于2013-08-26）.
13. ↑   Agapius, Universal History trans. A. Vasiliev, 1909.http://www.tertullian.org/fathers/agapius_history_02_part2.htm
14. ↑   The word Tiberieum is otherwise unknown: some scholars speculate that it was some kind of structure, perhaps a temple, built to honor the emperor Tiberius.
15. ↑   Inventory number is AE 1963 no. 104
16. ↑  Herry Vardaman, "A New Inscription Which Mentions Pilate as "Prefect,"" Journal of Biblical Literature 81 (1962) 70–71.
17. ↑  H. H. Ben-Sasson, A History of the Jewish People, Harvard University Press, 1976, ISBN 0-674-39731-2, page 246: "WhenArchelaus was deposed from the ethnarchy in 6 AD, Judea proper, Samaria and Idumea were converted into a Roman province under the name Iudaea."
18. ↑  Doug Linder. "law.umkc.edu". law.umkc.edu. Retrieved 21 March 2012.
19. ↑  "Administrative and military organization of Roman Palestine". Retrieved 24 December 2008.
20. ↑  Josephus, Jewish War 2.9.2–4
21. ↑  Jewish Encyclopedia article on Pilate, retrieved 5 May 2009
22. 1 2  Philo, On The Embassy of Gauis Book XXXVIII 299–305
23. ↑  Josephus, Antiquities of the Jews 18.3.2
24. ↑  Josephus, Antiquities of the Jews 18.4.1
25. ↑  Josephus, Antiquities of the Jews 18.4.2
26. ↑  畢爾麥爾（Bihlmeyer）等編著，《古代教會史/Early Church History》，雷立柏(L. Leeb)譯，（北京市：宗教文化出版社，2009），21。